# (37) Фидес
(37) Фидес (лат. Fides) — астероид главного пояса, который принадлежит к светлому спектральному классу S. Он был открыт 5 октября 1855 года немецким астрономом Робертом Лютером в Дюссельдорфской обсерватории и назван в честь Фидес, древнеримской богини согласия.
Фидес был последним астероидом главного пояса, обозначенным астрономическим символом ().

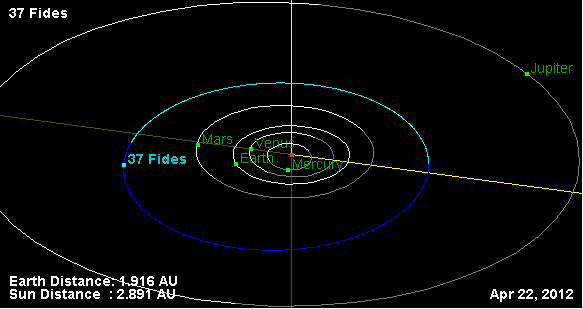
Орбита астероида Фидес и его положение в Солнечной системе